# Lhbti-rechten in Europa
Lesbische, homoseksuele, biseksuele en transgender- en intersekserechten (lhbti-rechten) verschillen sterk per land in Europa. 19 van de 34 landen die het homohuwelijk geheel of gedeeltelijk legaliseerden liggen in Europa. 14 landen op het Europese continent hebben andere vormen van erkenning, waaronder het geregistreerd partnerschap of samenlevingscontracten.

## Geschiedenis
In het oude Griekenland waren relaties tussen twee mensen van hetzelfde geslacht veel voorkomend, maar de nadruk lag toch meer op relaties tussen man en vrouw. Toen het christendom de officiële godsdienst werd van het Romeinse Rijk kwamen er strenge wetten tegen homoseksueel gedrag. Een edict van keizer Theodosius I veroordeelde alle homoseksuele mannen tot openbare verbranding op de brandstapel. In 529 volgde het Corpus Juris Civilis van Justinianus I. In dit edict stond dat alle homoseksuele handelingen, zowel actief als passief, werden bestraft met castratie of executie. Het edict van Justinianus I vormde de basis van de homowetgeving in de meeste Europese landen. Deze wetten zouden voor de komende 1400 jaar gelden. Homoseksueel gedrag, ook wel sodomie genoemd, werd gezien als een zware misdaad. In heel Europa zouden duizenden homoseksuele mannen worden vervolgd voor hun geaardheid. Lesbiennes werden minder vaak uitgekozen, maar hadden ook van tijd tot tijd te lijden onder vervolging en executie.
Sinds de oprichting van Polen in 966 heeft de Poolse wet homoseksualiteit nooit gedefinieerd als een misdaad. In 1795 verloor de Poolse natie haar onafhankelijkheid. In 1835 werden de sodomiewetten van Rusland, Pruisen en Oostenrijk ingevoerd. De wetten zouden voor het hele Poolse grondgebied gaan gelden. In 1918 kreeg Polen zijn onafhankelijkheid terug en werd homoseksualiteit opnieuw niet als misdaad gezien. De oude wetten van de oude machthebbers waren niet langer meer geldig. In 1932 werd seksueel contact tussen twee mensen van hetzelfde geslacht juridisch mogelijk vanaf de leeftijd van 15 jaar. Dit was gelijk aan de leeftijd van heteroseksuelen.
Tijdens de Franse Revolutie herschreef de Franse Nationale Vergadering het wetboek van wetrecht in 1791. Alle verwijzingen richting homoseksualiteit werden weggelaten. Tijdens de napoleontische oorlogen werd homoseksualiteit gelegaliseerd in gebieden onder Franse controle, waaronder Nederland en de Duitse staten. Tijdens de eenwording van Duitsland gedurende het Keizerrijk werd homoseksualiteit streng bestraft. Op 6 augustus 1942 maakte de Vichy-regering homoseksuele relaties met iemand onder de 21 illegaal, als onderdeel van haar conservatieve agenda. De meeste wetgeving werd na de oorlog ingetrokken, maar de anti-homowetgeving bleef intact en zou tot 1982 aanblijven. In 1982 zou het voor homoseksuelen mogelijk worden om vanaf de leeftijd van 15 jaar seksueel contact te hebben.
Toch leefden homoseksuele mannen en lesbische vrouwen een teruggetrokken leven, omdat morele en sociale afkeuring door de overheersende heteroseksuele maatschappij sterk was. Voor twee decennia zou deze trend zich aanhouden, totdat de moderne homorechten beweging begon in 1969.
Verschillende landen onder dictaturen in de 20e eeuw waren zeer tegen homoseksualiteit. De Sovjet-Unie, Nazi-Duitsland en het Francisco Franco-regime in Spanje waren fel tegen homoseksualiteit. Polen was het eerste land in 1932 dat homoseksualiteit niet langer als een misdaad bestempelde. Denemarken volgde in 1933, IJsland in 1940, Zwitserland in 1942 en Zweden in 1944.
In 1962 trok Tsjecho-Slowakije al zijn wetgeving tegen homoseksualiteit in. Als reden werd een onderzoek van Kurt Freund gegeven. Freund kwam na lang onderzoek tot de conclusie dat een homoseksuele geaardheid niet kan worden gewijzigd en dat een homoseksueel persoon dus niet kan veranderen in een heteroseksueel persoon. In 1972 werd het in Zweden voor transseksuelen mogelijk om hun geslacht operatief te laten veranderen. De overheid biedt vanaf die tijd gratis hormonale substitutietherapie aan. Zeven jaar later volgde hevig protest in Zweden. Een aantal mensen hadden zich die dag ziek gemeld met als reden homoseksualiteit. Ze vonden het discriminerend dat homoseksualiteit werd bestempeld als een ziekte. Deze actie werd opgevolgd door de bezetting van het hoofdkantoor van de Nationale Raad voor Gezondheid en Welzijn. Binnen een paar maanden werd Zweden het eerste land in Europa dat homoseksualiteit verwijderde uit het register van ziektes.
In 1989 werd Denemarken het eerste land in Europa dat geregistreerde partnerschappen voor koppels van hetzelfde geslacht mogelijk maakte. In 2001 werd Nederland het eerste land ter wereld dat het homohuwelijk goedkeurde. Na Nederland volgden België (2003), Spanje (2005), Noorwegen (2009), Zweden (2009), Portugal (2010), IJsland (2010), Denemarken (2012), Frankrijk (2013), Luxemburg (2014), Ierland (2015), Finland (2017), Malta (2017), Duitsland (2017), Oostenrijk (2019) evenals Engeland, Wales en Schotland in 2013-2014.
Op 22 oktober 2009 uitte de leiding van de Zweedse Kerk zich een groot medestander van homoseksuele paren. De Kerk gaf haar zegen aan de homoseksuele gemeenschap en wilde graag de term huwelijk gebruiken. Het homohuwelijk in Zweden werd mogelijk op 1 november 2009.